# Jeffrey Lynch
Pour les articles homonymes, voir Lynch.
Jeffrey Lynch est un réalisateur, animateur et graphiste américain. Il a travaillé comme réalisateur pour Les Simpson, Futurama et comme assistant réalisateur pour Spider-Man, Spider-Man 2, Spider-Man 3 et Le Géant de fer.

## Filmographie

### Réalisateur

#### PourLes Simpson
| Année | Titre                                  | Titre original                                                                      | Saison | Épisode | Scénariste                      |
| ----- | -------------------------------------- | ----------------------------------------------------------------------------------- | ------ | ------- | ------------------------------- |
| 1991  | Tel père, tel clown                    | Like Father, Like Clown                                                             | 3      | 6       | Jay Kogen et Wallace Wolodarsky |
| 1991  | Vive les mariés                        | I Married Marge                                                                     | 3      | 20      | Jeff Martin                     |
| 1992  | Le Flic et la Rebelle                  | Separate Vocations                                                                  | 3      | 18      | George Meyer                    |
| 1992  | Marge a trouvé un boulot               | Marge Gets a Job                                                                    | 4      | 7       | Bill Oakley et Josh Weinstein   |
| 1993  | Le Grand Frère                         | Brother from the Same Planet                                                        | 4      | 14      | Jon Vitti                       |
| 1993  | Le Jour de la raclée                   | Whacking Day                                                                        | 4      | 20      | John Swartzwelder               |
| 1993  | Scout un jour, scout toujours          | Boy-Scoutz 'n the Hood                                                              | 5      | 8       | Dan McGrath                     |
| 1994  | Lisa s'en va-t-en guerre               | Lisa vs. Malibu Stacy                                                               | 5      | 14      | Bill Oakley et Josh Weinstein   |
| 1994  | Le Garçon qui en savait trop           | The Boy Who Knew Too Much                                                           | 5      | 20      | John Swartzwelder               |
| 1994  | Pervers Homer                          | Homer Badman                                                                        | 6      | 9       | Greg Daniels                    |
| 1995  | Qui a tiré sur M. Burns ? (Partie 1)   | Who Shot Mr. Burns? (Part One)                                                      | 6      | 25      | Bill Oakley et Josh Weinstein   |
| 1996  | Grand-Père Simpson et le trésor maudit | Raging Abe Simpson and His Grumbling Grandson in "The Curse of the Flying Hellfish" | 7      | 22      | Jonathan Collier                |

#### Autre
- 1999 : Futurama (2 épisodes)
- 2002 : Spider-Man (assistant)
- 2004 : Spider-Man 2 (assistant)
- 2007 : Spider-Man 3 (assistant)
- 2013 : Le Monde fantastique d'Oz (assistant)

### Animateur
- 1985 : Taram et le Chaudron magique
- 1986 : Basil, détective privé
- 1988 : Oliver et Compagnie
- 1990 : Do the Bartman
- 1991-1997 : Les Simpson (5 épisodes)

### Storyboardeur
- 1990 : Les Tiny Toons (1 épisode)
- 1990 : Do the Bartman
- 1990 : Les Muppet Babies (15 épisodes)
- 1990 : L'Excellente Aventure de Bill et Ted (13 épisodes)
- 1990-2003 : Les Simpson (17 épisodes)
- 1993 : Vendredi 13 : Jason va en enfer
- 1999 : Pour l'amour du jeu
- 2000 : Intuitions